# Port Everglades
Port Everglades est un port situé dans le comté de Broward, en Floride, aux États-Unis.
Ce port juste au nord de Miami dispose de terminaux spécialisés dans l'accueil de pétroliers (15 millions de tonnes en 2011), de porte-conteneurs (trafic de 880 999 EVP en 2011), de rouliers (transbordement de tracteurs, camions et yachts), de paquebots et de vraquiers (essentiellement pour du ciment et du gypse).
C'est le point de départ de nombreux paquebots vers les Caraïbes : douze compagnies de croisière desservent le port. En 2012, 3,6 millions de passagers sont attendus à Port Everglades. Il arrive aussi que des bâtiments de l'US Navy y relâchent.

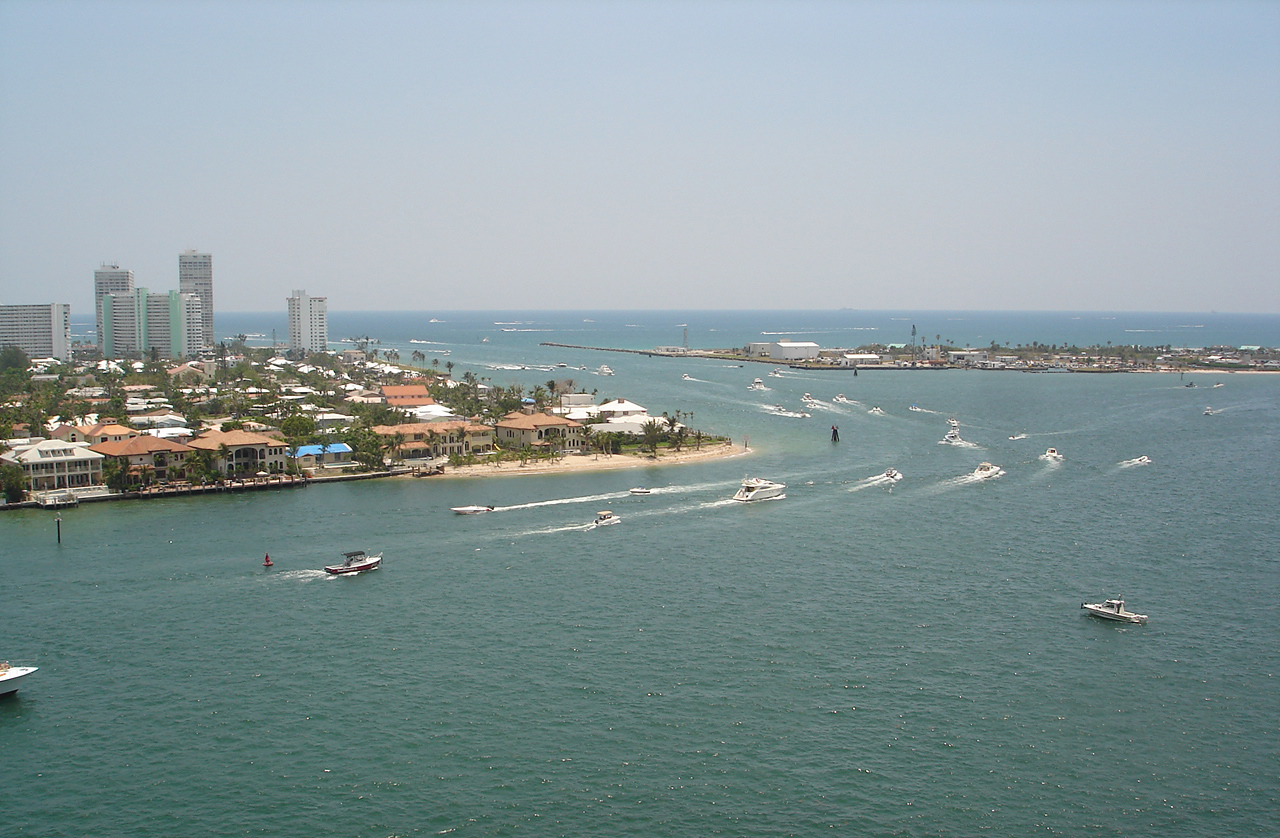
Le chenal d'entrée du port.
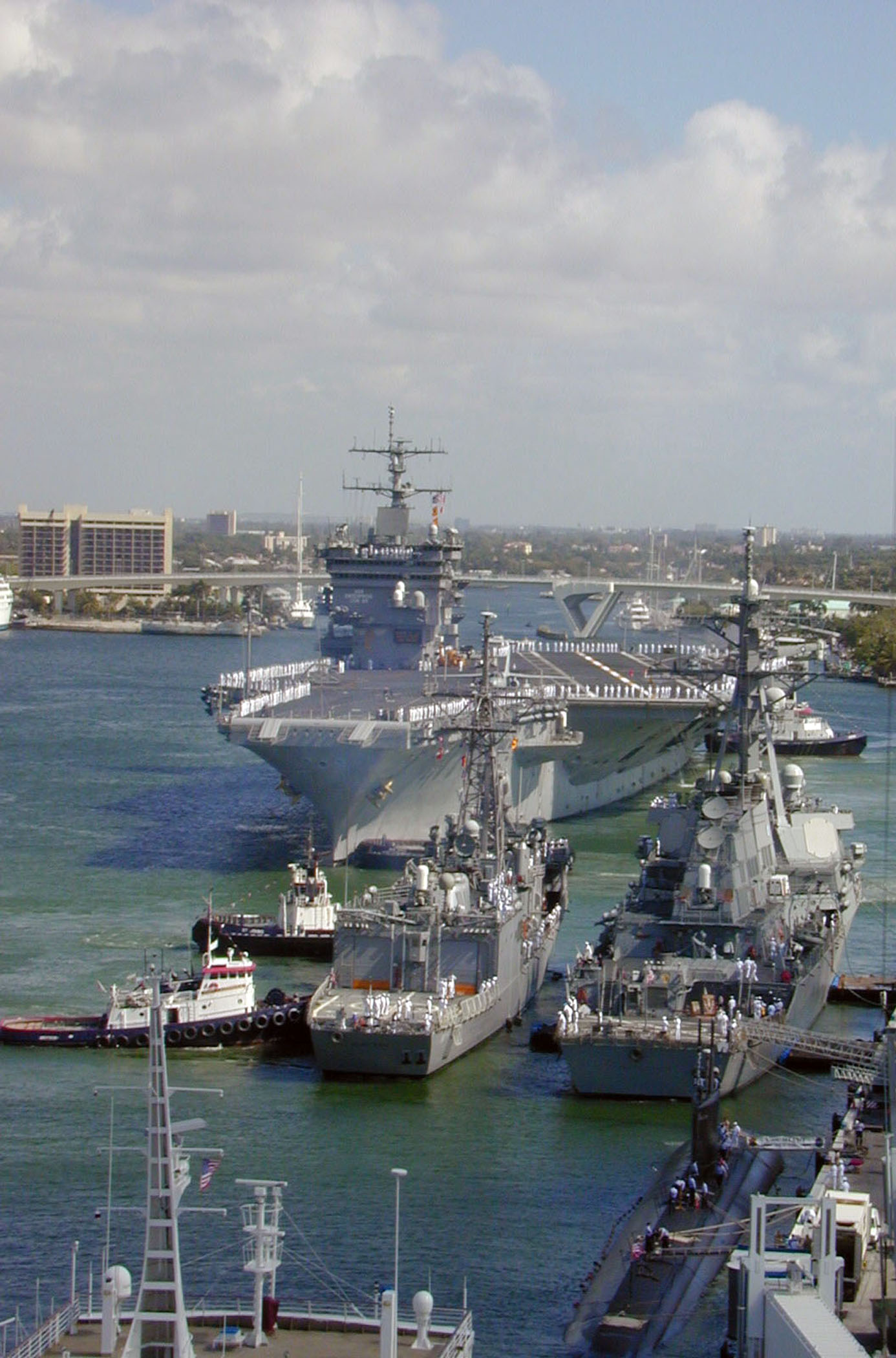
Le porte-avions Enterprise et des navires de son groupe à quai en avril 2004.